# Гексатерон

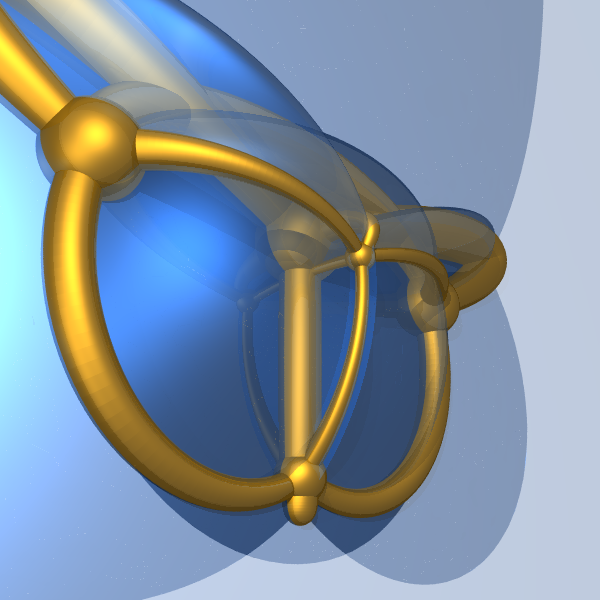
Стереографическая проєкція на тривимірний простір центральної проєкції на чотиривимірний простір гексатерона

| Гексатерон                   | Гексатерон           |
| ---------------------------- | -------------------- |
| Тип                          | Пятивимірний політоп |
| Символ Шлефлі                | {3,3,3,3}            |
| Діаграма Коксетера — Динкіна |                      |
| 4-вимірних комірок           | 6                    |
| Комірок                      | 15                   |
| Граней                       | 20                   |
| Ребер                        | 15                   |
| Вершин                       | 6                    |
| Вершинна фігура              | 5-комірник           |
| Двоїстий багатогранник       | Він же               |

5-симплекс або гексатерон — пятивимірне геометричне тіло, обмежене шістьма гранями-пятикомірниками. Являє собою пятивимірний варіант симплекса. По-іншому називається гексатерон (зустрічається написання хекса-) або хікс.
Складається з 6 4-вимірних граней-пятикомірників, 15 тетраедричних комірок, 20 трикутних граней, 15 ребер і 6 вершин. Одна з проєкцій 5-симплекса на площину — шестикутник з вписаною в нього гексаграмою. Двогранний кут гексатерона дорівнює arccos(0,2), тобто приблизно 78,46°.

## У прямокутній системі координат
Гексатерон може бути отриманий з пятикомірника шляхом додавання шостої вершини, рівновіддаленої від усіх інших вершин початкового пятикомірника.
Гексатерон можна розмістити в декартовій системі координат таким чином (довжина ребра тіла дорівнює 2):
{\displaystyle \left({\sqrt {1/15}},\ {\sqrt {1/10}},\ {\sqrt {1/6}},\ {\sqrt {1/3}},\ \pm 1\right)}
{\displaystyle \left({\sqrt {1/15}},\ {\sqrt {1/10}},\ {\sqrt {1/6}},\ -2{\sqrt {1/3}},\ 0\right)}
{\displaystyle \left({\sqrt {1/15}},\ {\sqrt {1/10}},\ -{\sqrt {3/2}},\ 0,\ 0\right)}
{\displaystyle \left({\sqrt {1/15}},\ -2{\sqrt {2/5}},\ 0,\ 0,\ 0\right)}
{\displaystyle \left(-{\sqrt {5/3}},\ 0,\ 0,\ 0,\ 0\right)}